# Акишево (Дмитровский городской округ)
Акишево — деревня в Дмитровском районе Московской области, в составе Сельского поселения Габовское. До 2006 года Акишево входило в состав Габовского сельского округа.

## Расположение
Деревня расположена на юге района, примерно в 25 км на юг от Дмитрова, у системы мелиоративных каналов левого берега реки Волгуша, высота центра над уровнем моря 190 м. Ближайшие населённые пункты менее, чем в 500 м — Овсянниково, Глазово и Бабаиха.

## Население
| 2002 | 2006 | 2010 |
| ---- | ---- | ---- |
| 6    | ↘3   | ↗8   |